# Scytha
Scytha of Scythes (Oudgrieks: Σκύθης / Skúthês) is de eerste koning en stichter van de Scythen, een oud-Aziatisch ruitersvolk. Volgens Herodotus werd hij geboren uit een ontmoeting van Herakles en Echidna.

## Mythe van de geboorte[2]
Herakles reed met de kudde paarden van de gigant Geryones door de onbevolkte steppe op de oostkust van de Zwarte Zee.  Op een morgen ontdekte hij echter dat alle paarden waren verdwenen. Herakles startte een zoektocht naar de paarden. Deze leidde hem naar een grot. In die grot vond hij een wezen dat half vrouw en half slang was. Haar bovenlichaam was vrouwelijk, haar onderlichaam dat van een serpent, de Echidna.
Herakles kon de paarden enkel terugkrijgen als hij beloofde seks te hebben met haar. Herakles ging hier mee akkoord en Echidna baarde drie zonen: Agathyrsus, Gelonus en Scytha. Echidna vroeg Herakles wat ze moest doen met zijn zonen. Hen daar, in haar land, houden of hen meesturen met Herakles? 
Herakles liet hierop zijn boog en riem achter met de boodschap dat de zoon die de boog en riem zal dragen, mag blijven. De andere twee zonen moesten verbannen worden. De jongste zoon, Scytha, droeg zijn vaders wapen en riem. Hij bleef in het land van zijn moeder, Echidna en stichtte er de Scythen, waarvan hij ook de eerste koning werd.
De ontstaansmythe overlevert zich bij de 'Koninklijke' of 'Pontische Scythen'. Alle koningen van deze Scythen waren volgens de overlevering rechtstreekse afstammelingen van Scytha, zoon van Herakles.

## Agathyrsus en Gelonos
Agathyrsus en Gelonos maakten geen aanstalten om de riem en boog te gebruiken en werden aldus verbannen door Echidna.
Agathyrsus trok naar het noordwesten waar hij het volk de Agathyrsoi stichtte. Dit volk leidde volgens Herodotus een losbandig, onbeschaafd leven gekenmerkt door luxe.
Hetzelfde overkwam de middelste broer Gelonos. Hij trok in noordoostelijke richting waar zijn volk een eenvoudige, sedentaire landbouwsamenleving stichtte. De taal van dit volk zou half-Scythisch, half-Grieks zijn.

## Verklaring van het ontstaansverhaal
Herodotus was een Grieks geschiedschrijver, aldus zijn zijn geschriften gericht op de sterkte, grootsheid en superioriteit van het Griekse volk.
Echidna staat voor het volk dat het gebied van de Scythen oorspronkelijk bewoonde. Haar slangachtige onderlijf verwijst naar haar band met de grond van dat gebied. Ook het ondergronds leven van Echidna toont deze band aan. Zij is ook een hybride, half mens en half slang, Hiermee verwijst Herodotus rechtstreeks naar de inheemse bevolking. Zij zijn menselijk en tegelijk beestachtig (lees: er is geen hoogwaardige beschaving aanwezig).
Herakles symboliseert dan weer het Griekse volk in al zijn pracht en praal. Door zijn aankomst in het gebied verandert de plaatselijke samenleving. Dankzij deze Griekse invloed slaagt men erin een beschaving te creëren die monarchistisch is, gespiegeld aan de Griekse samenleving. 
Scytha is het meest Griekse nageslacht van Herakles en Echidna. Fysiek vertoont hij van de drie broers de meeste gelijkenissen met Herakles, hij beschikt over kennis van de Griekse cultuur (cf. boog, riem, phiale) en als volwassene leefde hij dichter bij de Griekse samenleving dan zijn verbannen broers. De Grieken beschouwen de Scythen bijgevolg als een beschaving die kunnen ontstaan is dankzij hen.
Herodotus schrijft de sterkte van het Scythische volk toe aan de 'geschenken' die Herakles meebracht naar het gebied. Cultureel gezien hebben ze de riem, militair gezien de boog en de paarden en politiek gezien is de eerste koning, Scytha, deels Griek en dus in staat om als sterke leider te regeren.